# Phlogophora contrasta
Phlogophora contrasta là một loài bướm đêm trong họ Noctuidae.